# 大叶闭花木
大叶闭花木（学名：Cleistanthus macrophyllus），为大戟科闭花木属下的一个植物种。